# Pulsatilla wallichiana
Pulsatilla wallichiana är en ranunkelväxtart som först beskrevs av John Forbes Royle, och fick sitt nu gällande namn av Oskar Eberhard Ulbrich. Pulsatilla wallichiana ingår i släktet pulsatillor, och familjen ranunkelväxter. Inga underarter finns listade i Catalogue of Life.